# Giuseppe Scopelliti
Giuseppe Scopelliti (ur. 21 listopada 1966 w Reggio di Calabria) – włoski polityk i samorządowiec, od 2010 do 2014 prezydent Kalabrii.

## Życiorys
Ukończył studia z zakresu ekonomii i handlu, pracował jako wydawca. Działał we Włoskim Ruchu Socjalnym, w 1993 został sekretarzem krajowym organizacji młodzieżowej (Fronte della Gioventù). Po rozwiązaniu tej partii został członkiem Sojuszu Narodowego.
Od 1988 związany z samorządem lokalnym, w 1990 objął mandat radnego Reggio di Calabria. W 1995 wybrano go w skład rady regionu Kalabria, do 2000 był przewodniczącym tej rady. Następnie przez dwa lata zajmował stanowisko asesora (członka egzekutywy) ds. pracy i kształcenia zawodowego. W 2002 został burmistrzem Reggio di Calabria, w 2007 uzyskał reelekcję na kolejną kadencję.
W wyborach regionalnych w 2010 jako kandydat centroprawicy skupionej wokół Ludu Wolności został wybrany na urząd prezydenta Kalabrii. W 2013 przystąpił do partii Nowa Centroprawica. W 2014 skazany na karę sześciu lat pozbawienia wolności za przestępstwa urzędnicze, zrezygnował w tym samym roku z funkcji w administracji regionalnej.